# استان بابل
استان بابِل (به انگلیسی: Babil Governorate) (به عربی: محافظة بابل) نام یکی از استان‌های هجده‌گانه کشور عراق است.

## تاریخچه
شهر مسیب و ویرانه‌های بابل باستان از نفاط مهم این استان هستند.
این استان تا پیش از ۱۹۷۱ به نام استان حله نامیده می‌شد.
این استان در سال ۲۰۰۸ دوازدهمین استان عراق بود که کنترل آن از سوی نیروهای آمریکایی به نیروهای دولتی عراق واگذار شد.

## جغرافیا و جمعیت
مرکز استان بابل شهر حله است.
مساحت این استان ۵۶۰۳ کیلومتر مربع و جمعیت آن در سال ۲۰۰۳ برابر با ۱٬۵۶۰٬۰۰۰ بود و مردم آن را عرب های شیعه مذهب و اقلیتی از عرب های سنی مذهب تشکیل می‌دهند.